# Alfredo Binda
Alfredo Binda (Cittiglio, 11 agosto 1902 – Cittiglio, 19 luglio 1986) è stato un ciclista su strada e pistard italiano.
Ciclista completo, considerato uno dei più forti di sempre, fu definito "l'Imbattibile" per le numerose vittorie e "Il signore delle Montagne" per lo stile con cui affrontava le salite più difficili. I francesi lo soprannominarono  "la Gioconda", per la sua eleganza in sella alla bicicletta. Professionista dal 1922 al 1936, vinse cinque edizioni del Giro d'Italia, tre campionati del mondo su strada, quattro Giri di Lombardia, due Milano-Sanremo (nel 1929 e nel 1931) e quattro Campionati nazionali su strada.
Durante la carriera si misurò con altri campioni del periodo come Costante Girardengo prima e Learco Guerra poi. Dopo il ritiro dalle corse fu per dodici anni Commissario tecnico della Nazionale italiana, guidando Fausto Coppi e Gino Bartali al Tour de France e ai campionati del mondo.

## Carriera

Alfredo Binda, al centro che legge un quotidiano, attorniato dai compagni della squadra Legnano (1929)

Decimo di quattordici figli di un piccolo imprenditore edile, si trasferì a Nizza subito dopo la guerra con il fratello maggiore Piero per lavorare come stuccatore presso uno zio materno. A Nizza iniziò l'attività ciclistica, cogliendo subito numerosi successi; rimase in Francia fino al 1924, quando aveva già vinto 30 corse. Proprio nell'autunno 1924, dopo essere tornato in bicicletta da Nizza a Milano, partecipò alla sua prima importante corsa in Italia, il Giro di Lombardia, concludendo quarto.
Nel 1925 passò alla Legnano, la squadra con cui rimase per tutta la carriera e con cui vinse cinque edizioni del Giro d'Italia (1925, 1927, 1928, 1929 e 1933), record assoluto condiviso con Fausto Coppi ed Eddy Merckx. Nell'arco della carriera conquistò complessivamente 41 tappe al Giro, record mantenuto fino al 2003, quando fu superato da Mario Cipollini. In tutto rimase in testa alla classifica generale per 60 tappe. Nel 1927 vinse 12 delle 15 tappe del Giro e nel 1929 ben otto tappe consecutive: entrambi record imbattuti.
A causa della sua manifesta superiorità, nel 1930 fu pagato dagli organizzatori per non partecipare al Giro d'Italia, ottenendo 22.500 lire, una cifra corrispondente al premio per la vittoria finale e ad alcune vittorie di tappa, che oggi corrisponderebbe a poco più di 15000 €. Nel 1933 fu il vincitore della prima cronometro della storia del Giro: 62 km da Bologna a Ferrara.

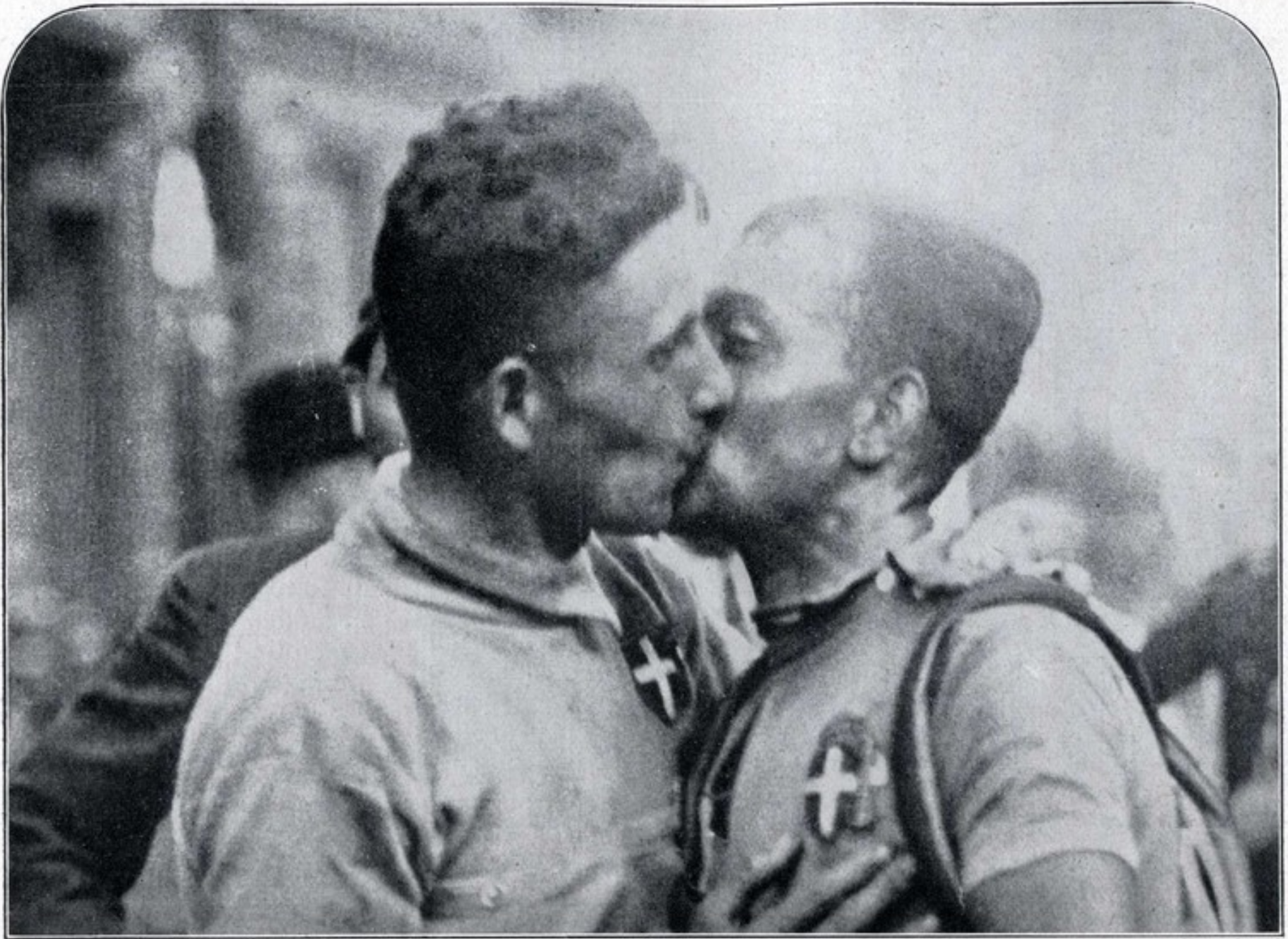
Alfredo Binda e Allegro Grandi si baciano ai Campionati del mondo di ciclismo su strada di Liegi 1930.

Partecipò una sola volta al Tour de France, nel 1930 (anno della sua forzata rinuncia al Giro), edizione in cui, dopo un ottimo inizio di Tour, si vede sprofondare in classifica al termine della settima tappa, a causa di una caduta che gli provoca un problema ad un pedale. In quell'occasione perde più di un'ora dal vincitore ma si rifà prontamente nelle due tappe pirenaiche successive, vincendo sia a Pau che a Luchon. Finisce col ritirarsi durante la decima tappa, per un presunto problema al sellino. Nel suo ricco palmarès figurano tre campionati del mondo (1927, 1930, 1932, record), due Milano-Sanremo (1929, 1931), quattro Giri di Lombardia  (1925, 1926, 1927, 1931) e quattro campionati italiani (1926, 1927, 1928, 1929); tra le altre gare nazionali, si impose in due Giri del Piemonte e due Giri di Toscana.
Lasciò l'attività nel 1936, dopo un incidente alla Milano-Sanremo che gli provocò la frattura del femore. Anche il fratello minore Albino fu un ciclista, compagno di Alfredo alla Legnano.

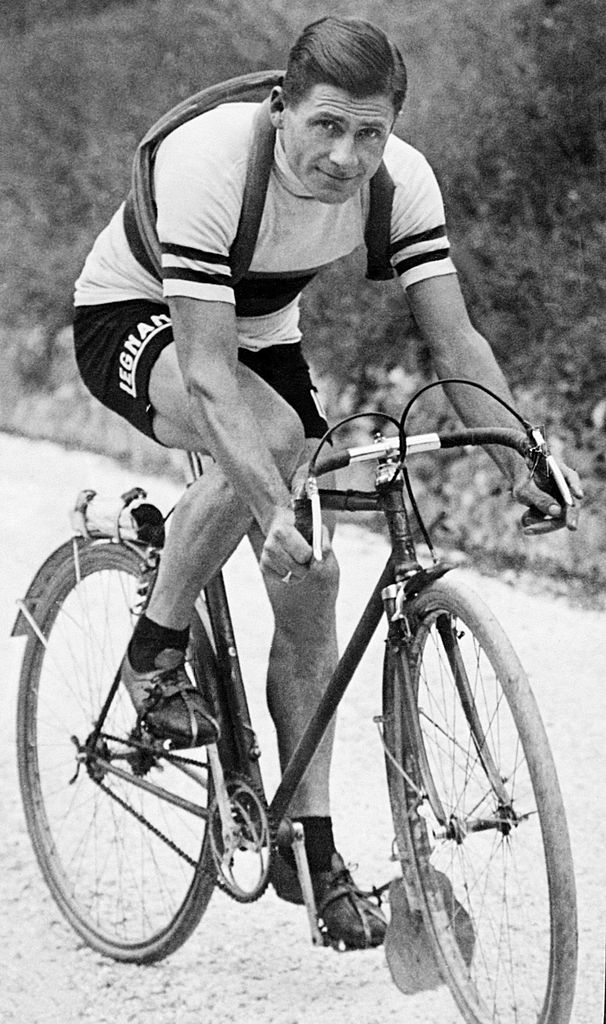

Nell'immediato dopoguerra Binda diventò commissario tecnico della Nazionale italiana di ciclismo, ruolo che ricoprì per ben dodici anni, in cui accumulò fama e successi degni della sua carriera da corridore: guidò infatti le trionfali spedizioni alla Grande Boucle con Bartali nel 1948, Coppi nel 1949 e 1952, e Nencini nel 1960. Vinse inoltre i titoli mondiali su strada con Coppi a Lugano nel 1953 e con Baldini a Reims nel 1958. La sua riconosciuta abilità tecnica e diplomatica fu alla base dell'accordo fra Bartali e Coppi negli anni ruggenti della loro rivalità.
Nel 1951 sposò Angela Ambrosetti (1929-2023), da cui ebbe le figlie Lauretta e Marta.
Nel 1974 si corse la prima edizione del Trofeo Alfredo Binda-Comune di Cittiglio, corsa femminile che si svolge nei dintorni di Cittiglio.
Binda morì nel 1986 e le sue spoglie mortali riposano nel cimitero del paese natale. L'anno successivo fu inaugurato a Cittiglio un museo dedicato alle sue imprese sportive.

## Palmarès

### Strada
- 1922 (Nice Sport, due vittorie)

Le Mont Faron-Ligne (cronoscalata)
Nizza-Puget-Théniers-Nizza
- 1923 (La Française, dieci vittorie)

Trophée du Petit Journal
Nizza-Monte Chauve (cronoscalata)
Gran Premio di Tolone
Nizza-Puget-Théniers-Nizza
Grand Prix de l'Express de Lyon
Tour du Var
Grand Prix du Souvenir
Gran Premio della Vittoria - Nizza
Marsiglia-Nizza
- 1924 (La Française, diciassette vittorie)

Gran Premio di Nizza
Grand Circuit Chemineau
Coppa Martini & Rossi
Tolone-Nizza
Gran Premio Magellano - Tolone
Le Mont Faron-Ligne (cronoscalata)
Grand Prix de Salon
Circuit Justin Berta
3ª tappa Tour du Sud-Est (Digne-les-Bains > Gap)
6ª tappa Tour du Sud-Est (Alais > Nîmes)
Classifica generale Tour du Sud-Est
Marsiglia-Nizza
Nizza-Annot-Nizza
Grand Prix du Saleya-Club
Grand Prix de Beau Soleil
Grand Prix de l'Avenir Cycliste - Nizza
Nizza-Puget-Théniers-Nizza
- 1925 (Legnano, tre vittorie)

6ª tappa Giro d'Italia (Napoli > Bari)
Classifica generale Giro d'Italia (3ª prova Campionato italiano)
Giro di Lombardia (8ª prova Campionato italiano)
- 1926 (Legnano, tredici vittorie)

Coppa Città di Milazzo
Giro del Piemonte (2ª prova Campionato italiano)
3ª tappa Giro d'Italia (Genova > Firenze)
6ª tappa Giro d'Italia (Napoli > Foggia)
7ª tappa Giro d'Italia (Foggia > Sulmona)
9ª tappa Giro d'Italia (Terni > Bologna)
11ª tappa Giro d'Italia (Udine > Verona)
12ª tappa Giro d'Italia (Verona > Milano)
Giro di Toscana (5ª prova Campionato italiano)
Milano-Modena (6ª prova Campionato italiano)
Giro di Lombardia (7ª prova Campionato italiano)
Corsa del XX Settembre (8ª prova Campionato italiano)
Classifica generale Campionato italiano, a punti
- 1927 (Legnano, diciannove vittorie)

Giro del Piemonte
1ª tappa Giro d'Italia (Milano > Torino)
2ª tappa Giro d'Italia (Torino > Reggio Emilia)
3ª tappa Giro d'Italia (Reggio Emilia > Lucca)
5ª tappa Giro d'Italia (Grosseto > Roma)
6ª tappa Giro d'Italia (Roma > Napoli)
7ª tappa Giro d'Italia (Napoli > Avellino)
8ª tappa Giro d'Italia (Avellino > Bari)
9ª tappa Giro d'Italia (Bari > Campobasso)
10ª tappa Giro d'Italia (Campobasso > Pescara)
12ª tappa Giro d'Italia (Pesaro > Treviso)
14ª tappa Giro d'Italia (Trieste > Verona)
15ª tappa Giro d'Italia (Verona > Milano)
Classifica generale Giro d'Italia  (1ª prova Campionato italiano)
Giro di Toscana (2ª prova Campionato italiano)
Campionati del mondo, Prova in linea (Nürburgring)
Cento chilometri a cronometro - Torino
Giro di Lombardia  (5ª prova Campionato italiano)
Classifica generale Campionato italiano, a punti
- 1928 (Legnano & Mifa, undici vittorie)

Rund um Köln
2ª tappa Giro d'Italia (Trento > Forlì)
3ª tappa Giro d'Italia (Predappio > Arezzo)
4ª tappa Giro d'Italia (Arezzo > Sulmona)
5ª tappa Giro d'Italia (Sulmona > Foggia)
10ª tappa Giro d'Italia (Modena > Genova)
11ª tappa Giro d'Italia (Genova > Torino)
Classifica generale Giro d'Italia
Predappio-Roma (1ª prova Campionato italiano)
Giro del Veneto (3ª prova Campionato italiano)
Classifica generale Campionato italiano, a punti
- 1929 (Legnano, quattordici vittorie)

Milano-Sanremo
Giro di Romagna (2ª prova Campionato italiano)
2ª tappa Giro d'Italia (Napoli > Foggia)
3ª tappa Giro d'Italia (Foggia > Lecce)
4ª tappa Giro d'Italia (Lecce > Potenza)
5ª tappa Giro d'Italia (Potenza > Cosenza)
6ª tappa Giro d'Italia (Cosenza > Salerno)
7ª tappa Giro d'Italia (Salerno > Formia)
8ª tappa Giro d'Italia (Formia > Roma)
9ª tappa Giro d'Italia (Roma > Orvieto)
Classifica generale Giro d'Italia
Predappio-Roma (3ª prova Campionato italiano)
Circuito dei Campi Flegrei (5ª prova Campionato italiano)
Classifica generale Campionato italiano, a punti
- 1930 (Legnano, tre vittorie)

8ª tappa Tour de France (Hendaye > Pau)
9ª tappa Tour de France (Pau > Luchon)
Campionati del mondo, Prova in linea (Liegi)
- 1931 (Legnano, quattro vittorie)

Milano-Sanremo
3ª tappa Giro d'Italia (Ravenna > Macerata)
4ª tappa Giro d'Italia (Macerata > Pescara)
Giro di Lombardia
- 1932 (Legnano, una vittoria)

Campionati del mondo, Prova in linea (Roma)
- 1933 (Legnano, otto vittorie)

Giro delle Due Provincie di Messina (1ª prova Campionato italiano)
2ª tappa Giro d'Italia (Torino > Genova)
8ª tappa Giro d'Italia (Napoli > Foggia)
9ª tappa Giro d'Italia (Foggia > Chieti)
10ª tappa Giro d'Italia (Chieti > Ascoli Piceno)
13ª tappa Giro d'Italia (Bologna > Ferrara)
17ª tappa Giro d'Italia (Bolzano > Milano)
Classifica generale Giro d'Italia

#### Altri successi
- 1922 (Nice Sport)

Criterium di Cannes
Trofeo Saleya
- 1924 (La Française)

Criterium di Grasse
Grand Prix de la Ville de Nice
- 1925 (Legnano)

Criterium degli Assi
- 1926 (Legnano)

Giro della Provincia di Torino (cronocoppie con Giovanni Brunero)
Giro della Provincia di Milano (cronocoppie con Giovanni Brunero)
- 1927 (Legnano)

Criterium degli Assi - Ginevra
- 1932 (Legnano)

Giro della Provincia di Milano (cronocoppie con Raffaele Di Paco)
- 1933 (Legnano)

Classifica scalatori Giro d'Italia

### Pista
- 1927

Sei Giorni di Milano (con Costante Girardengo)
- 1929

Prix Dupré-Lapize (con Domenico Piemontesi)

## Piazzamenti

### Grandi Giri
- Giro d'Italia

1925: vincitore
1926: 2º
1927: vincitore
1928: vincitore
1929: vincitore
1931: ritirato (7ª tappa)
1932: 7º
1933: vincitore
1934: ritirato (6ª tappa)
1935: 16º
- Tour de France

1930: ritirato (10ª tappa)

### Classiche monumento

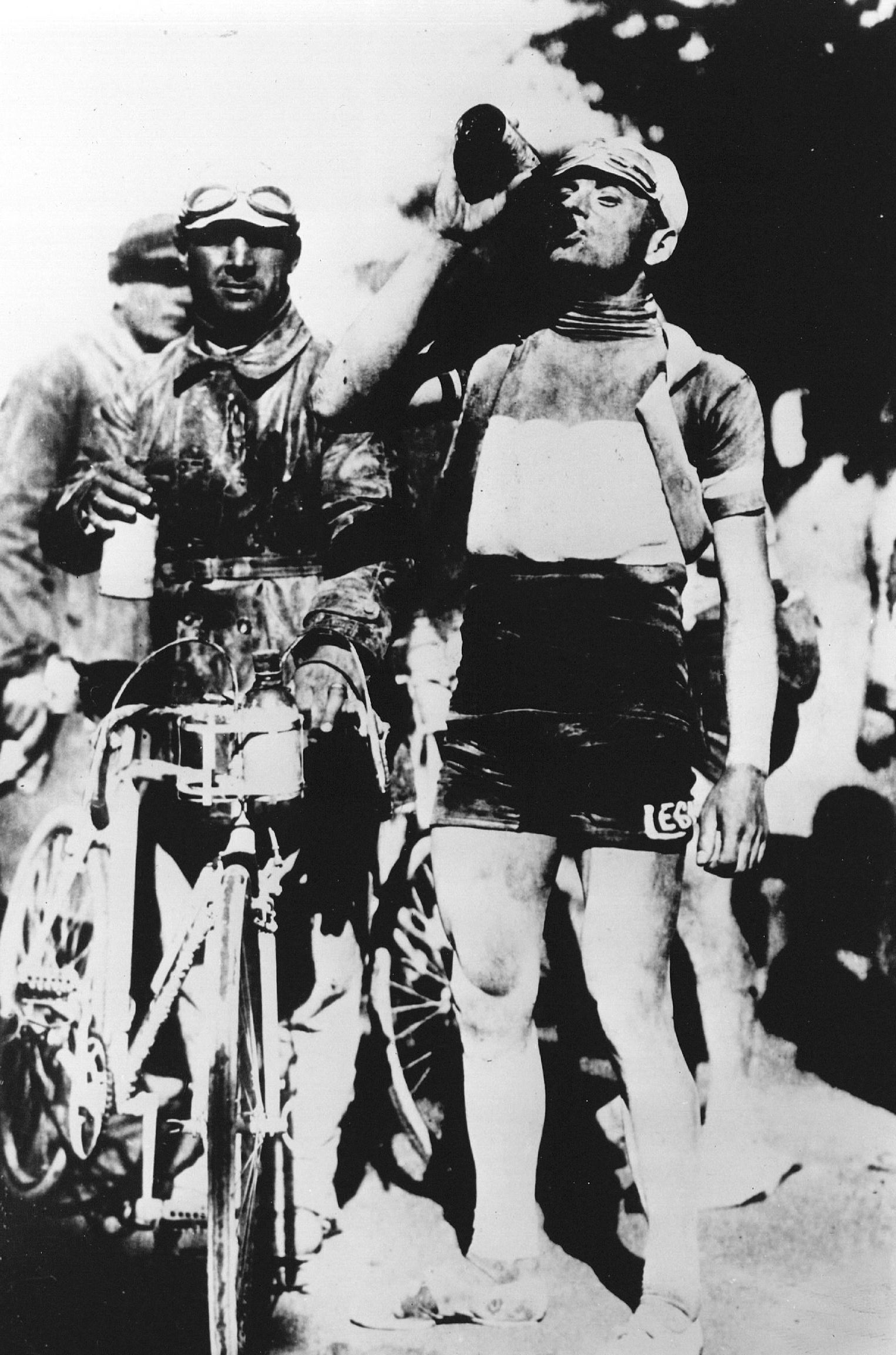
Alfredo Binda si disseta durante una gara nei pressi di Marsiglia nel 1924.

- Milano-Sanremo

1927: 2º
1928: 2º
1929: vincitore
1931: vincitore
1932: 2º
1933: 6º
1934: 46º
1935: ritirato
1936: ritirato
- Parigi-Roubaix

1925: 7º
- Giro di Lombardia

1924: 4º
1925: vincitore
1926: vincitore
1927: vincitore
1928: squalificato
1930: 2º
1931: vincitore

### Competizioni mondiali
- Campionati del Mondo

Nürburgring 1927 - In linea Professionisti: vincitore
Budapest 1928 - In linea Professionisti: ritirato
Zurigo 1929 - In linea Professionisti: 3º
Liegi 1930 - In linea Professionisti: vincitore
Copenaghen 1931 - In linea Professionisti: 6º
Roma 1932 - In linea Professionisti: vincitore
Montlhéry 1933 - In linea Professionisti: 6º

## Nei media
Nel 2006 la Rai ha prodotto una fiction in due puntate sulla vita di Gino Bartali, intitolata Gino Bartali - L'intramontabile, dove Alfredo Binda è stato interpretato dall'attore Rodolfo Corsato.
Nel film Fantozzi contro tutti il visconte Cobram interroga Fantozzi su chi fosse arrivato primo nella Milano-Sanremo del 1931, ma il protagonista risponde "Carnera" invece di "Binda".

## Riconoscimenti
- Inserito nella Top 25 della Cycling Hall of Fame
- Nel maggio 2015, una targa dedicata a Binda fu inserita nella Walk of Fame dello sport italiano al parco olimpico del Foro Italico a Roma, riservata agli ex-atleti italiani che si sono distinti in campo internazionale.[9][10]